# Scaphoideus intermedius
Scaphoideus intermedius är en insektsart som beskrevs av Matsumura 1914. Scaphoideus intermedius ingår i släktet Scaphoideus och familjen dvärgstritar. Inga underarter finns listade i Catalogue of Life.